# Brachypogon pallidipennis
Brachypogon pallidipennis är en tvåvingeart som beskrevs av Gustavo R. Spinelli och Eileen D. Grogan 1994. Brachypogon pallidipennis ingår i släktet Brachypogon och familjen svidknott.
Artens utbredningsområde är Honduras. Inga underarter finns listade i Catalogue of Life.